# Burkhard Hupe
Burkhard Hupe (* 1966 oder 1967 in Stadthagen) ist ein deutscher Hörfunkmoderator.
Hupe wuchs im niedersächsischen Hörkamp-Langenbruch und begann seine Karriere bei der Siegener Zeitung, wo er eine Ausbildung zum Lokalredakteur abschloss. Als Radiomoderator arbeitete er erstmals beim Lokalsender Radio Siegen. Seit dem Ende der 1990er-Jahre arbeitet Hupe in der WDR-Sportredaktion, wo er vor allem als Sportkommentator von Fußballspielen tätig ist. Er wirkt unter anderem an der Bundesligakonferenz mit.
Für seine Radio-Reportage des Spiels Deutschland gegen die USA bei der Eishockey-WM 2017 wurde Hupe mit dem Herbert-Zimmermann-Preis des Verbands Deutscher Sportjournalisten in der Kategorie Reportage ausgezeichnet.

## Auszeichnungen
- 2014: Herbert-Zimmermann-Preis in der Kategorie Beiträge[3]
- 2017: Herbert-Zimmermann-Preis in der Kategorie Reportage[4]